# 不丹努尔特鲁姆
不丹努尔特鲁姆（宗喀语： ŋýˈʈúm，符號：Nu.）是不丹的货币，简称努，辅币单位为“切特鲁姆”，每1努尔特鲁姆等于100切特鲁姆。
印度在建立不丹的经济系统起了主导作用，所以在1974年，当不丹政府开始发行努尔特鲁姆的时候，经济部门规定两国货币价值同等，兑换率维持在1:1不变。在1974年之前，不丹没有自己的货币。
在不丹，一直到现在，印度卢比和努尔特鲁姆平行使用。

## 流通中的貨幣

### 紙幣

#### 2006年
- 1 努尔特鲁姆
  - 正面：兩條龍
  - 背面：森圖卡宗
- 5 努尔特鲁姆
  - 正面：兩隻鳳凰
  - 背面：塔克桑寺
- 10 努尔特鲁姆
  - 正面：吉格梅·辛格·旺楚克
  - 背面：帕羅·雲潘宗
- 20 努尔特鲁姆
  - 正面：吉格梅·凱薩爾·納姆耶爾·旺楚克
  - 背面：普納卡宗
- 50 努尔特鲁姆
  - 正面：吉格梅·凱薩爾·納姆耶爾·旺楚克
  - 背面：通薩宗
- 100 努尔特鲁姆
  - 正面：吉格梅·辛格·旺楚克
  - 背面：札西秋宗
- 500 努尔特鲁姆
  - 正面：烏顏·旺楚克
  - 背面：普納卡宗
- 1000 努尔特鲁姆
  - 正面：吉格梅·凱薩爾·納姆耶爾·旺楚克
  - 背面：札西秋宗

## 外部連結
- 不丹努爾特魯姆紙幣介紹（页面存档备份，存于）
- 不丹的钞票（页面存档备份，存于） （英文）（德文）